# Cừu Livo
Cừu Livo là giống cừu hiếm bản địa của Ý. Nó lấy tên của nó từ Val di Livo, ở tỉnh Como ở Lombardy miền bắc Ý. Hầu hết các dữ liệu về giống cừu này có từ năm 1983. Tình trạng bảo tồn của nó không rõ ràng; nó có thể đã tuyệt chủng.

## Lịch sử
Nguồn gốc của cừu Livo là không rõ ràng. Nó có nguồn gốc ở Val di Livo, thuộc tỉnh Como, ở Lombardy ở miền bắc nước Ý, và được đặt tên theo sông Livo hoặc theo cộng đồng của Livo. Giống này giống với giống cừu Ciavenasca của Valchiavenna, ở tỉnh Sondrio xa hơn về phía bắc. Nó có thể đã bị ảnh hưởng bởi các giống cừu Merinolandschaf (Württemberger) nhập khẩu vào phần phía nam của khu vực của hồ Como trong những năm 1950, và có thể cũng bị ảnh hưởng của giống cừu tai cụp Alpine giống như các giống cừu Bergamasca và Brianzola.:238
Dữ liệu về giống cừu này có từ năm 1983, khi đó có khoảng 500 con. Cừu Livo đã từng là, nhưng không còn nằm trong số các giống cừu địa phương có phân bố hạn chế được chính thức công nhận bởi Bộ trưởng Bộ Nông nghiệp và Lâm nghiệp Ý. Một cuốn sách được Associazione Nazionale della Pastorizia, hiệp hội chăn nuôi cừu quốc gia Ý viết ra nhằm lưu trữ danh sách các cá thể giống này; nó bị để trống trong nhiều năm.:239 Vào năm 2007, Livo được FAO phân loại là "tuyệt chủng".:69